# L'Ikdam

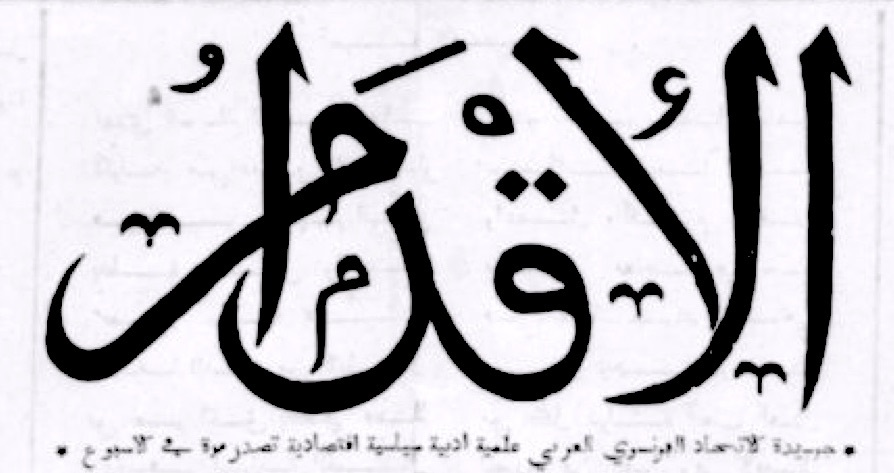

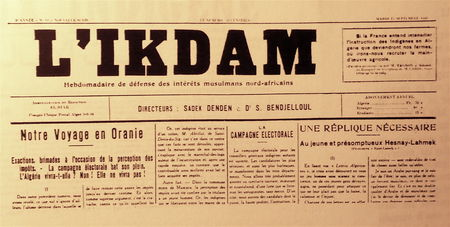

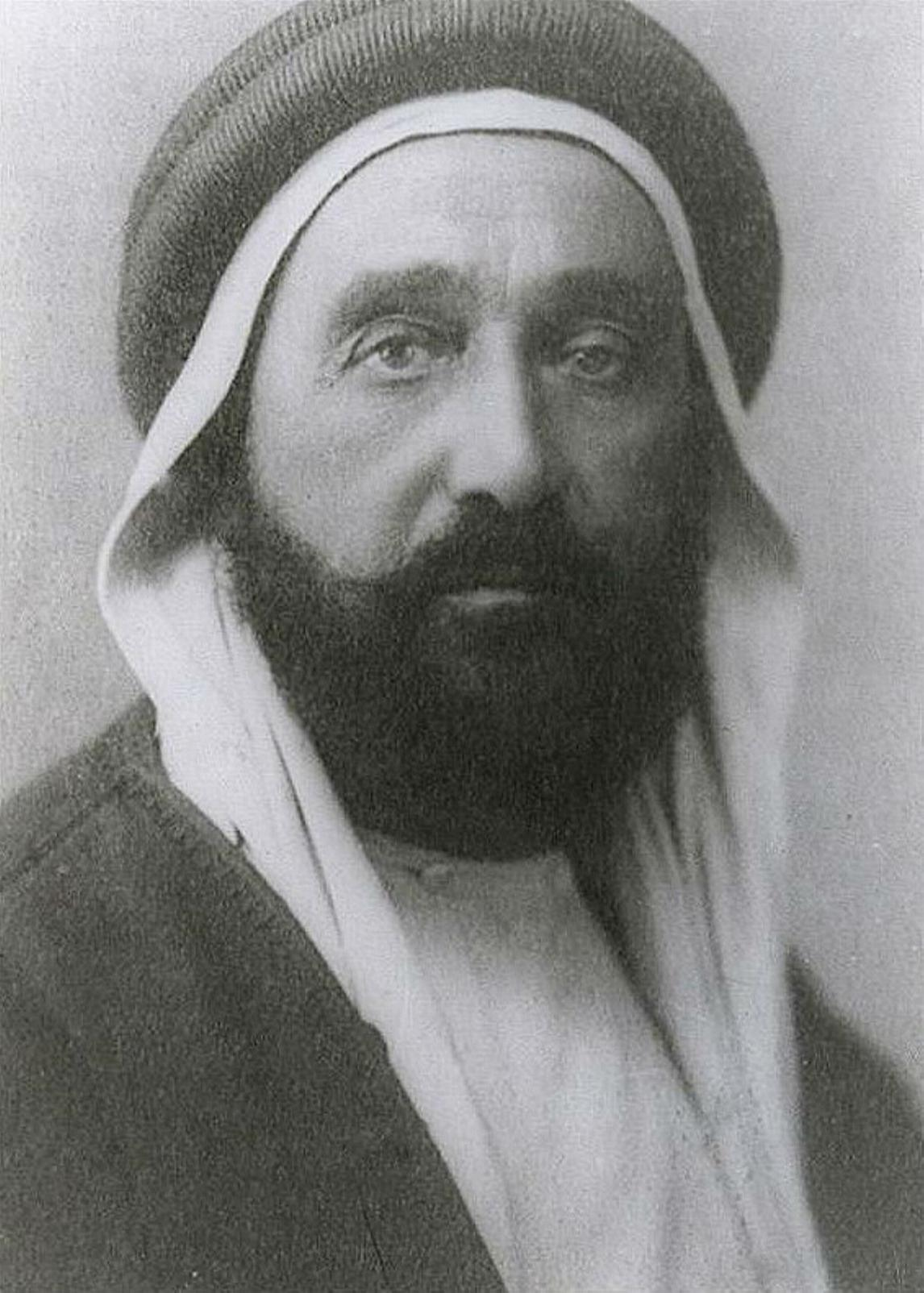

L'Ikdam (organe de défense des intérêts politiques et économiques des Musulmans de l'Afrique du Nord) est un journal francophone créé à Alger le 7 mars 1919 par le mouvement des Jeunes-Algériens.  

## Histoire
Le journal est formé par la fusion de L'Islam. Organe hebdomadaire démocratique (De Sadek Denden à Annaba) et du Rachidi. Organe des intérêts indigènes (de Hadjammar Mohamed). 
De juillet 1921 à avril 1923 une édition en arabe a paru en pages 3 et 4 sous le titre Iqdām Al-Ǧarīdat al-ittiḥād al-frānsāwī al-'arabī, dont le rédacteur le plus célèbre fut l'émir Khaled.
L'Ikdam a joué un grand rôle dans la dénonciations des abus administratifs. L'émir Khaled y combattait les chefs indigènes "vendus à l'administration coloniale" et dénonçait les accaparements de terres par les Bachagas. 
Le journal se préoccupait du quotidien des fellah, des travailleurs et des chômeurs, c'était une nouveauté pour l'époque dans la presse musulmane. Il dénonçait la famine périodique des musulmans due à l'accaparement de leurs terres et leur statut de khemmes (serfs) payés une misère. L'Ikdam s'engagea même pour lutter contre cette famine en milieu rural en recueillant de l'argent à travers son Comité algérien de secours aux indigènes qu'il redistribua aux plus démunis.

## Directeurs de publication
En 1919, les directeurs sont Sadek Denden et Hadjammar Mohamed. En septembre 1920, les directeurs sont Hadjammar Hamou et Kaid Hamoud. Le rédacteur en chef est Ahmed Balloul, professeur agrégé de Physique à l’université de Paris. En septembre 1921, le journal connait des difficultés financières; les deux directeurs, Hadjammar Hamou et Kaid Hamoud, renoncent à la direction du journal qui sera reprise par l'Émir Khaled et Ahmed Balloul.
Après l'exil forcé de l'Emir Khaled en 1923 en Égypte, Hadjammar Hadou et Kaid Hamoud reprennent en février 1925, le journal et lui donnent un nouvel élan jusqu'en décembre 1930 avec une ligne éditoriale favorable à la politique d'assimilation française.

## Évolution
le mouvement nationaliste de L'Etoile Nord-Africaine, continue l'œuvre de l'émir Khaled et reprend le même titre pour nommer son journal (L'Ikdam - nord africain), qui fut l’organe bilingue du mouvement en 1926 et 1927.